# 洛奇亞
洛奇亞（日语：ルギア）是精靈寶可夢系列登場的1025種虛構角色（怪獸）中的一種。

## 特徵
是傳說中的寶可夢之一，棲息於漩渦列島的深處。
根據各個版本的圖鑒以及遊戲中的描述來看，洛奇亞被傳為海神，擁有能鎮壓波濤洶湧的大海的驚人力量，當扇動翅膀時就能引起長達40天的風暴；平時在不為人知的深海中居住，但是傳說在暴風雨之夜能見到牠的身影。
有如海鳥般的身體，被認為是一只傳說中的鳥寶可夢，但它也包括龍、恐龍、海洋生物的元素在內⑵。
身體顏色主要由藍及白色組成（閃光為粉紅色和白色）。
身高5.2m，體重216.0kg。
洛奇亞雖然長期居於水中，有海神的稱號，但本身並非水屬性寶可夢，而是擁有超能力屬性及飛行屬性的寶可夢。
全國圖鑑編號為249，特性為壓迫感，夢特性為マルチスケイル（多重鱗片），HP滿狀態下受傷害輕減。

## 動畫中的洛奇亞
基於洛奇亞是稀有物種，所以極少在動畫版中出現。著名的一次是於小智在漩渦列島時，目擊一對洛奇亞母子被火箭隊追捕，當中火箭隊更一度成功抓住小洛奇亞，在小智一行人的努力下，成功打敗火箭隊，救回小洛奇亞。

## 電影中的洛奇亞
因察覺到火焰鳥 閃電鳥 急凍鳥在橘子群島打群架而覺醒過來，由於看上了尋找到兩個能平息三隻傳說鳥寶可夢憤怒的寶藏的小智，就選擇將一切寄託在他身上。

## 漫畫中的洛奇亞
第二章初登場，由於小渡利用了關都地方的八枚徽章的力量而出現。後來飛到東面去。第三章中，棲息於旋渦列島，被「戴面具的男子」捕獲。後因全國訓練家的力量，使其解放。

## 遊戲中的洛奇亞
在『精靈寶可夢』金、銀版中的均可以捉到洛奇亞。在完成第三場館的電台解後事件後，主角會得到銀色羽毛。然後可以到漩渦列島（第六道館下面）的深處看到洛奇亞。
其他的後繼篇章如水晶、寶石版都有不同方法捕捉洛奇亞。
洛奇亞固然為金、銀版中的傳說的寶可夢，因此種族值亦相當的高，有680點：在53隻超能力屬性寶可夢中與超夢並列首位；在65隻飛行屬性寶可夢中與鳳王和烈空坐同樣並列首位。
洛奇亞有一個只有牠們才會學習到的飛行系絕招：「エアロブラスト（中譯：氣旋攻擊）」，於等級77就可以學會。

## 註解
1. ↑  第一部的第221集、第222集、第223集